# VC Averbode w europejskich pucharach
VC Averbode w europejskich pucharach występował w trakcie pięciu sezonów. W sezonie 2008/2009 klub wycofał się z Pucharu CEV, co skutkowało oddaniem dwóch meczów walkowerem.

## Lista spotkań w europejskich pucharach

### Puchar CEV 1998/1999
| Runda                   | Data       | Miejsce spotkania | Przeciwnik       | Wynik spotkania                      |
| ----------------------- | ---------- | ----------------- | ---------------- | ------------------------------------ |
| I runda kwalifikacyjna  | 10.10.1998 | Averbode          | Volley Bartreng  | 3:0 (15:2, 15:4, 15:9)               |
| I runda kwalifikacyjna  | 18.10.1998 | Bertrange         | Volley Bartreng  | 3:1 (15:12, 15:9, 15:17, 17:15)      |
| II runda kwalifikacyjna | 04.12.1998 | Kraljevo          | SV Fellbach      | 3:1 (15:3, 13:15, 15:11, 15:8)       |
| II runda kwalifikacyjna | 05.12.1998 | Kraljevo          | Ribnica Kraljevo | 3:2 (7:15, 15:12, 15:9, 14:16, 15:9) |
| II runda kwalifikacyjna | 06.12.1998 | Kraljevo          | VSC Rīga         | 0:3 (6:15, 8:15, 7:15)               |

### Puchar Europy Zdobywców Pucharów 1999/2000
| Runda                   | Data       | Miejsce spotkania | Przeciwnik                  | Wynik spotkania                         |
| ----------------------- | ---------- | ----------------- | --------------------------- | --------------------------------------- |
| II runda kwalifikacyjna | 04.12.1999 | Averbode          | Volley 80 Pétange           | 3:0 (25:10, 25:16, 25:11)               |
| II runda kwalifikacyjna | 12.12.1999 | Pétange           | Volley 80 Pétange           | 3:0 (25:14, 25:20, 25:17)               |
| Faza grupowa            | 12.01.2000 | Averbode          | TNT Alpitour Cuneo          | 2:3 (19:25, 25:22, 15:25, 25:22, 12:15) |
| Faza grupowa            | 19.01.2000 | Púchov            | Matador Púchov              | 0:3 (22:25, 23:25, 18:25)               |
| Faza grupowa            | 26.01.2000 | Averbode          | Biełogorje-Dinamo Biełgorod | 2:3 (18:25, 25:20, 25:15, 20:25, 12:15) |
| Faza grupowa            | 02.02.2000 | Averbode          | Unicaja Almería             | 3:2 (25:19, 18:25, 25:21, 19:25, 15:13) |
| Faza grupowa            | 09.02.2000 | Paryż             | Paris Volley                | 0:3 (18:25, 17:25, 17:25)               |
| Faza grupowa            | 16.02.2000 | Averbode          | Bayer Wuppertal             | 2:3 (18:25, 25:22, 20:25, 25:16, 8:15)  |
| Faza grupowa            | 23.02.2000 | Maia              | Castêlo da Maia GC          | 1:3 (18:25, 21:25, 25:22, 16:25)        |

### Puchar CEV 2002/2003
| Runda                   | Data       | Miejsce spotkania | Przeciwnik                | Wynik spotkania                  |
| ----------------------- | ---------- | ----------------- | ------------------------- | -------------------------------- |
| II runda kwalifikacyjna | 06.12.2002 | Averbode          | VCM Piatra Neamț          | 3:1 (25:17, 25:22, 20:25, 25:16) |
| II runda kwalifikacyjna | 07.12.2002 | Averbode          | Lirija Zerovjane          | 3:0 (25:17, 25:19, 25:21)        |
| II runda kwalifikacyjna | 08.12.2002 | Averbode          | Numancia Caja Duero Soria | 3:1 (25:20, 25:23, 22:25, 25:21) |
| 1/8 finału              | 08.01.2003 | Averbode          | Perungan Pojat            | 3:1 (32:30, 25:19, 19:25, 25:19) |
| 1/8 finału              | 15.01.2003 | Rovaniemi         | Perungan Pojat            | 1:3 (16:25, 20:25, 25:19, 22:25) |

### Puchar CEV 2003/2004
| Runda                   | Data       | Miejsce spotkania | Przeciwnik                      | Wynik spotkania                  |
| ----------------------- | ---------- | ----------------- | ------------------------------- | -------------------------------- |
| II runda kwalifikacyjna | 07.11.2003 | Wuppertal         | Associação Académica de Coimbra | 3:0 (25:23, 25:21, 25:22)        |
| II runda kwalifikacyjna | 08.11.2003 | Wuppertal         | Kométa Kaposvár SE              | 1:3 (13:25, 22:25, 30:28, 22:25) |
| II runda kwalifikacyjna | 09.11.2003 | Wuppertal         | Bayer Wuppertal                 | 0:3 (24:26, 17:25, 15:25)        |

### Puchar CEV 2006/2007
| Runda                   | Data       | Miejsce spotkania | Przeciwnik         | Wynik spotkania                         |
| ----------------------- | ---------- | ----------------- | ------------------ | --------------------------------------- |
| II runda kwalifikacyjna | 05.01.2007 | Averbode          | OK Varaždin        | 3:2 (25:21, 22:25, 25:19, 24:26, 15:11) |
| II runda kwalifikacyjna | 06.01.2007 | Averbode          | LĀSE-R/Rīga        | 0:3 (23:25, 20:25, 24:26)               |
| II runda kwalifikacyjna | 07.01.2007 | Averbode          | Jastrzębski Węgiel | 1:3 (25:16, 22:25, 23:25, 18:25)        |

### Puchar CEV 2008/2009
| Runda       | Data | Miejsce spotkania | Przeciwnik          | Wynik spotkania                    |
| ----------- | ---- | ----------------- | ------------------- | ---------------------------------- |
| 1/16 finału | —    | —                 | Budućnost Podgorica | dwa mecze przegrane walkowerem 0:3 |

## Bilans sezonów

### sezon po sezonie
| Sezon     | Puchar                           | Osiągnięcie             | Mecze         | Mecze   | Mecze   | Sety         | Sety    | Sety      |
| Sezon     | Puchar                           | Osiągnięcie             | Liczba meczów | Wygrane | Porażki | Liczba setów | Wygrane | Przegrane |
| --------- | -------------------------------- | ----------------------- | ------------- | ------- | ------- | ------------ | ------- | --------- |
| 1998/1999 | Puchar CEV                       | II runda kwalifikacyjna | 5             | 4       | 1       | 19           | 12      | 7         |
| 1999/2000 | Puchar Europy Zdobywców Pucharów | faza grupowa            | 9             | 3       | 6       | 36           | 16      | 20        |
| 2002/2003 | Puchar CEV                       | 1/8 finału              | 5             | 4       | 1       | 19           | 13      | 6         |
| 2003/2004 | Puchar CEV                       | II runda kwalifikacyjna | 3             | 1       | 2       | 10           | 4       | 6         |
| 2006/2007 | Puchar CEV                       | II runda kwalifikacyjna | 3             | 1       | 2       | 12           | 4       | 8         |
| 2008/2009 | Puchar CEV                       | wycofanie się           | 2             | 0       | 2       | 6            | 0       | 6         |
| Razem     | Razem                            | Razem                   | 27            | 13      | 14      | 102          | 49      | 53        |

### według rozgrywek
| Puchar                           | Liczba startów | Mecze         | Mecze   | Mecze   | Sety         | Sety    | Sety      |
| Puchar                           | Liczba startów | Liczba meczów | Wygrane | Porażki | Liczba setów | Wygrane | Przegrane |
| -------------------------------- | -------------- | ------------- | ------- | ------- | ------------ | ------- | --------- |
| Puchar CEV                       | 1              | 2             | 0       | 2       | 6            | 0       | 6         |
| Puchar Europy Zdobywców Pucharów | 1              | 9             | 3       | 6       | 36           | 16      | 20        |
| Razem                            | 2              | 11            | 3       | 8       | 42           | 16      | 26        |
| Puchar CEV (1980-2007)           | 4              | 16            | 10      | 6       | 60           | 33      | 27        |
| Razem                            | 6              | 27            | 13      | 14      | 102          | 49      | 53        |